# Заґаєвиці (Іновроцлавський повіт)
Заґаєвиці (пол. Zagajewice) — село в Польщі, у гміні Домброва-Біскупія Іновроцлавського повіту Куявсько-Поморського воєводства.
Населення — 109 осіб (2011).
У 1975-1998 роках село належало до Бидгощського воєводства.

## Демографія
Демографічна структура станом на 31 березня 2011 року:
|          | Загалом | Допрацездатний вік | Працездатний вік | Постпрацездатний вік |
| -------- | ------- | ------------------ | ---------------- | -------------------- |
| Чоловіки | 57      | 11                 | 43               | 3                    |
| Жінки    | 52      | 11                 | 30               | 11                   |
| Разом    | 109     | 22                 | 73               | 14                   |